# 京橋 (大阪市)

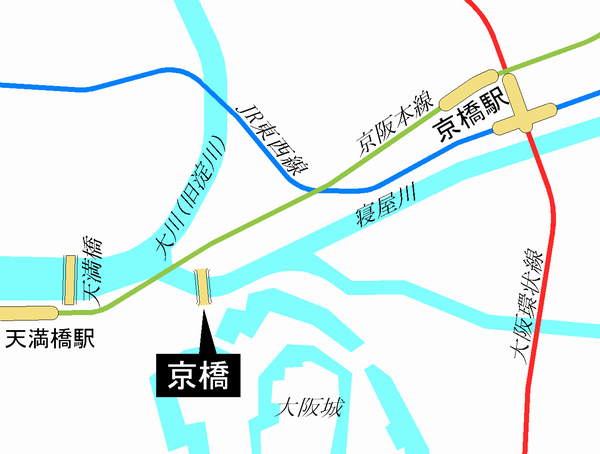
京橋（左）と京橋駅（右上）の位置関係

京橋（きょうばし）は、大阪府大阪市にある橋梁、旧町名、地域名。

## 概要
具体的には以下のものを指す。
- 寝屋川に架かる橋梁。
- 京橋南詰 - 天満橋南詰 - 天神橋南詰 - 今橋東詰にかけての旧町名。
- 大阪市都島区にある京橋駅周辺の地域名。

## 京橋（橋梁）
京橋（橋梁）は京街道の起点（のち高麗橋に変更）、また東海道五十七次の終点（江戸日本橋から137里4町1間）であり、大坂では数少ない公儀橋であった。江戸時代の擬宝珠には「元和九年造立」（1623年）の銘があった現在と異なり、最長時には100メートルを超える長さを誇っていた。
北詰には京街道沿いに相生西町・相生東町・野田町といった町並が形成され、川魚市場もあり、大坂の玄関口の一つとして賑わった。南詰は大坂城の虎口の一つである京橋口となる。
1885年（明治18年）、淀川大洪水の際には流失する被害を受けた。1924年（大正13年）に現在の鋼橋が架橋され、1981年（昭和56年）には拡幅工事が施された。

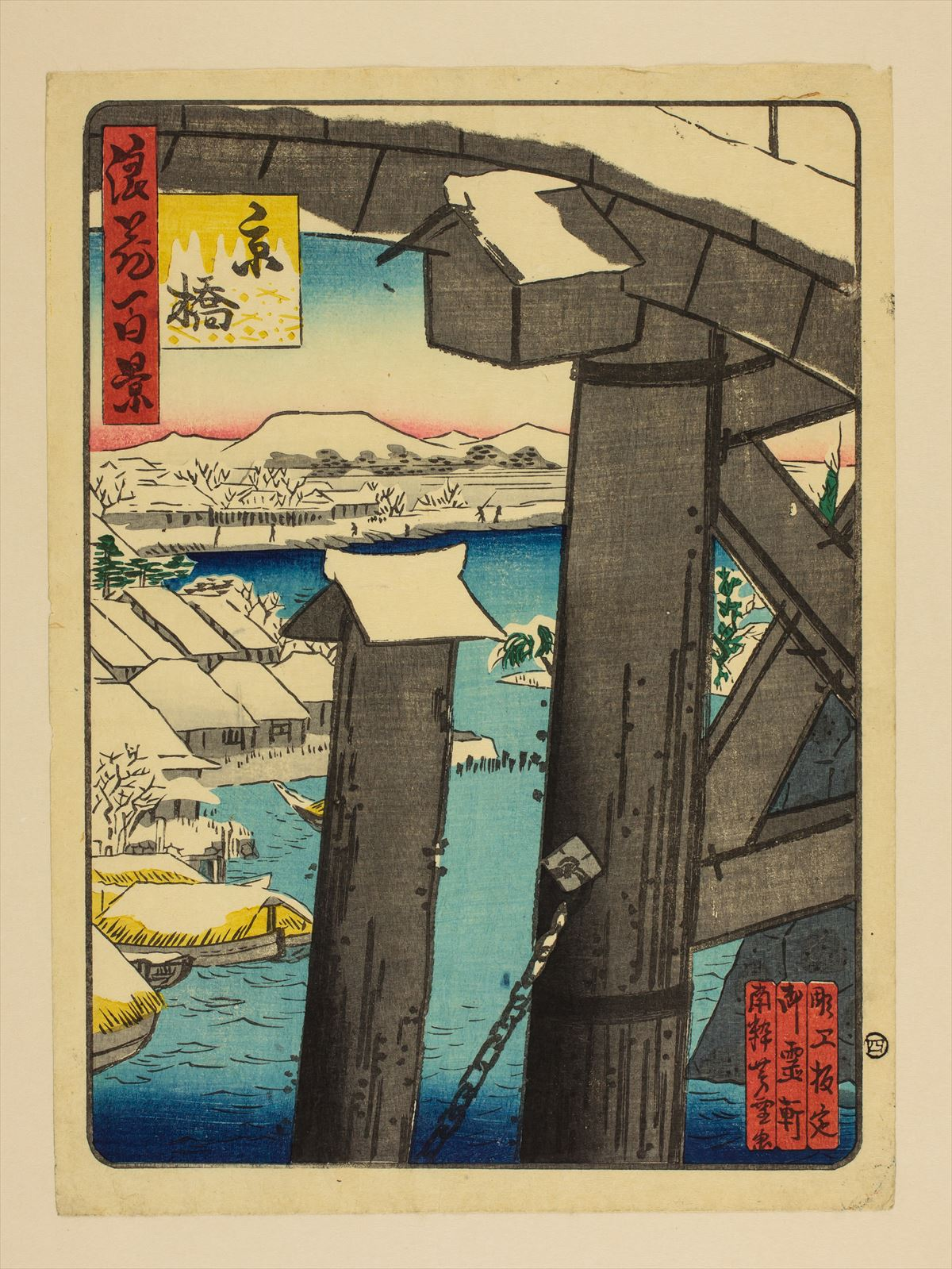
江戸時代1800年代の京橋（浪花百景より）

## 京橋（旧町名）
元は、京橋南詰 - 天満橋南詰 - 天神橋南詰 - 今橋東詰にかけて京橋1 - 6丁目という町名であった。1724年の享保の大火後、京橋1丁目（現在の上町筋以東）が火除地となったため、京橋2 - 6丁目となり、町名の由来である京橋（橋梁）を含まない町域となった。
明治に入り、京橋1 - 3丁目に再編され、区政施行後は東区の町名として存在した。また、火除地となっていた箇所は京橋前之町という町名となった。平成に入り、京橋1 - 3丁目は中央区大手前1丁目、天満橋京町、北浜東の各一部となり、京橋という町名は姿を消した。同時に京橋前之町も大手前1丁目の一部となり姿を消した。
かつて町名で京橋を名乗っていた地域は天満橋駅から北浜駅にかけての地域であり、現在の京橋駅周辺ではない。

## 京橋（地域）
京橋駅はJR西日本大阪環状線・片町線（学研都市線）・JR東西線、京阪本線、Osaka Metro長堀鶴見緑地線が乗り入れる大阪屈指のターミナル駅となっており、現在、京橋といった場合は当駅周辺を指すことが多い。
京橋駅周辺が繁華街として発展するに伴い、「京橋」は京橋駅周辺の地域名となり、都島区片町2丁目・東野田町全域・都島南通2丁目、城東区新喜多1丁目・蒲生1 - 2丁目・野江1丁目などを指すようになった。広義には寝屋川の対岸（南岸）に位置する中央区城見2丁目、城東区鴫野西1丁目などを含む場合もある。
JRと京阪および地下鉄を含め、京橋駅は1日50万人以上の乗降客があり、京阪グループなどが拠点を置いていることから商業施設が集積しており、飲食店街や歓楽街も発展していることから大阪の東の玄関口とも呼ばれる。
現在の京橋駅界隈の大半は東野田町にあり、この町名は東成郡野田村に由来する。大阪市域にはもう一つ西成郡野田村（現：福島区野田など）があり、1897年に両村は大阪市北区（当時）に編入され東成野田・西成野田となり、1900年に東野田・西野田となった。また、1969年まで京橋駅北西の東野田町交差点に大阪市電「東野田駅」があった。

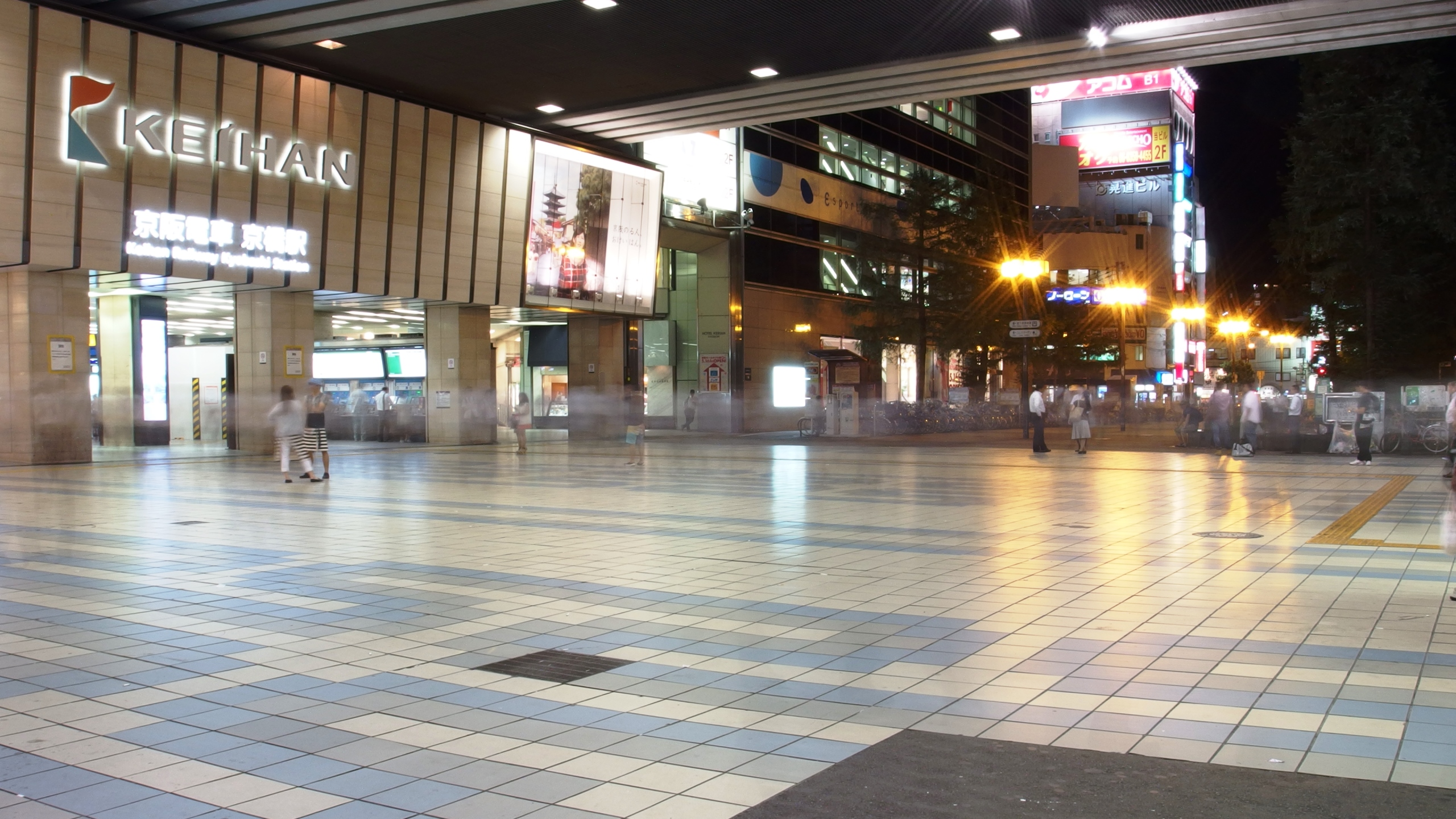
京橋駅前広場
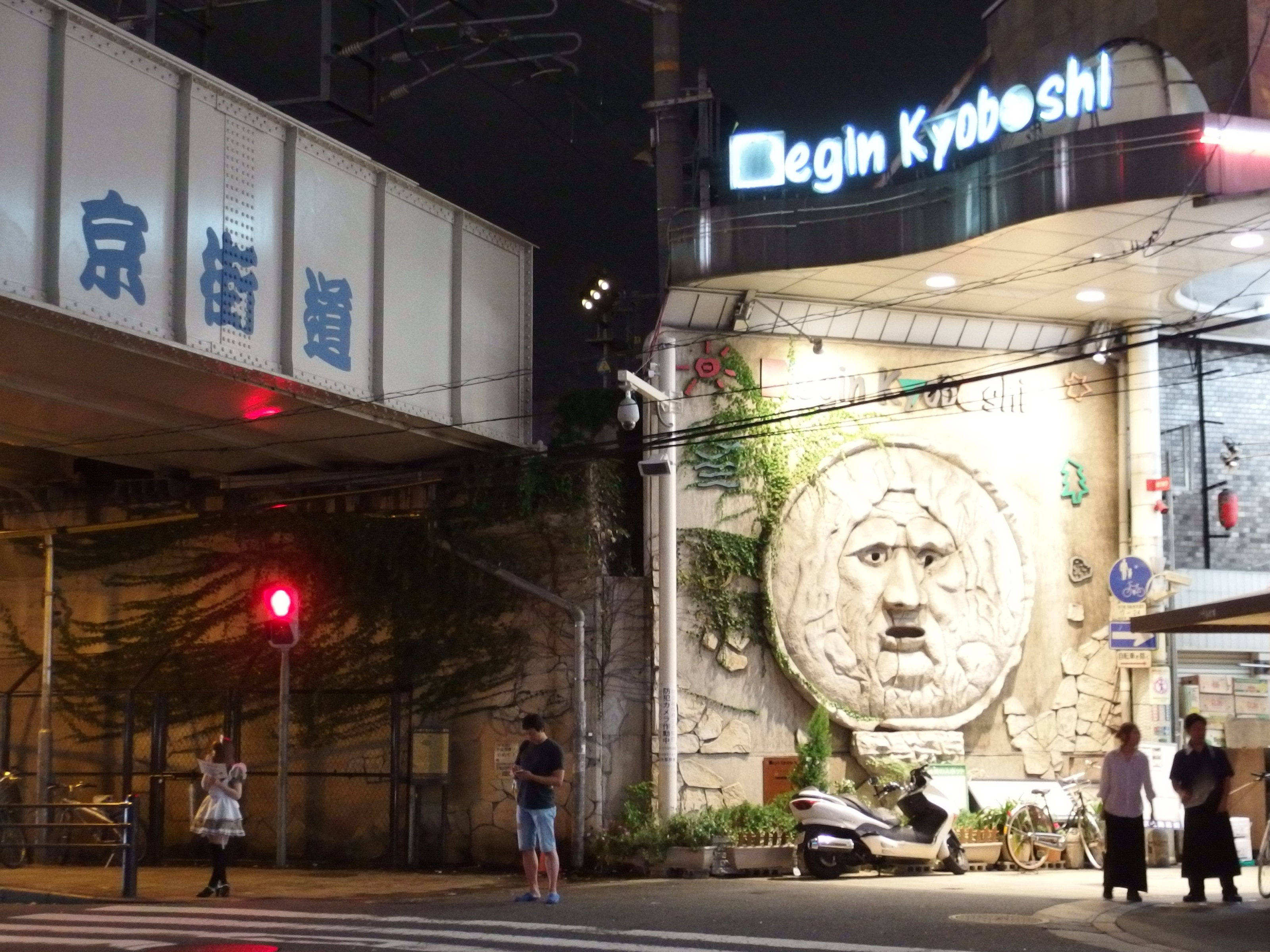
ビギン京橋にある真実の口
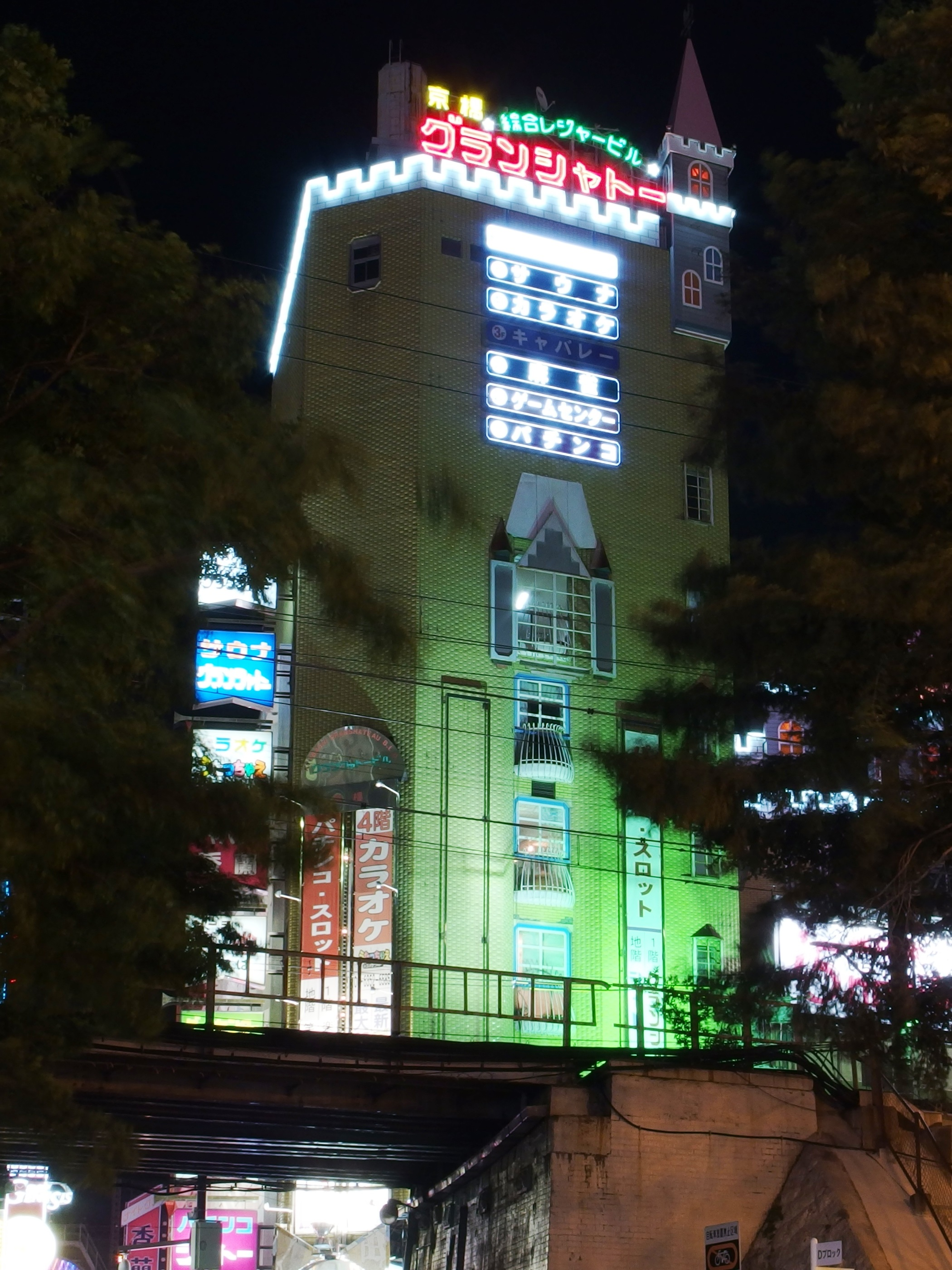
京橋グランシャトービル
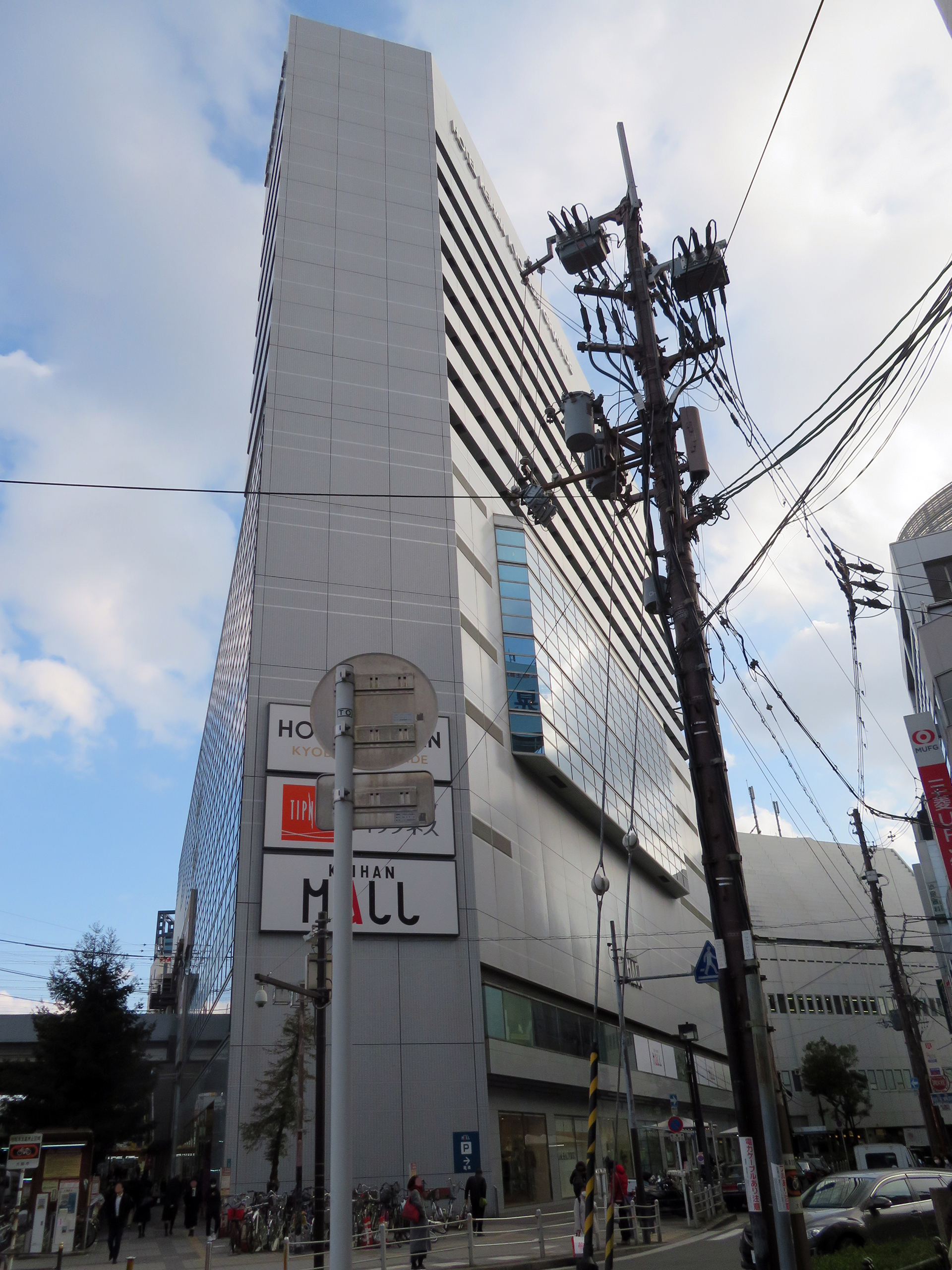
京阪モール
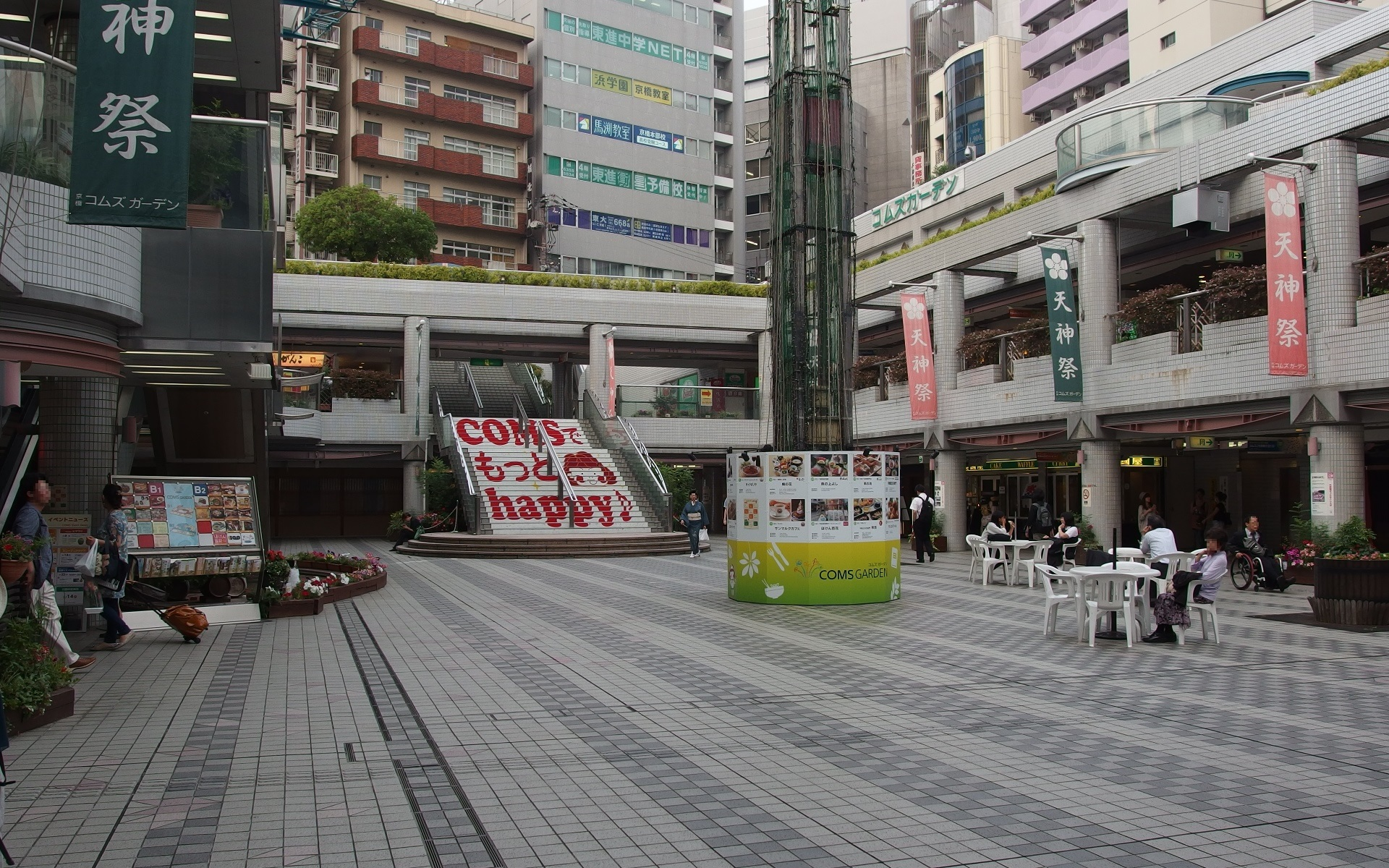
コムズガーデン
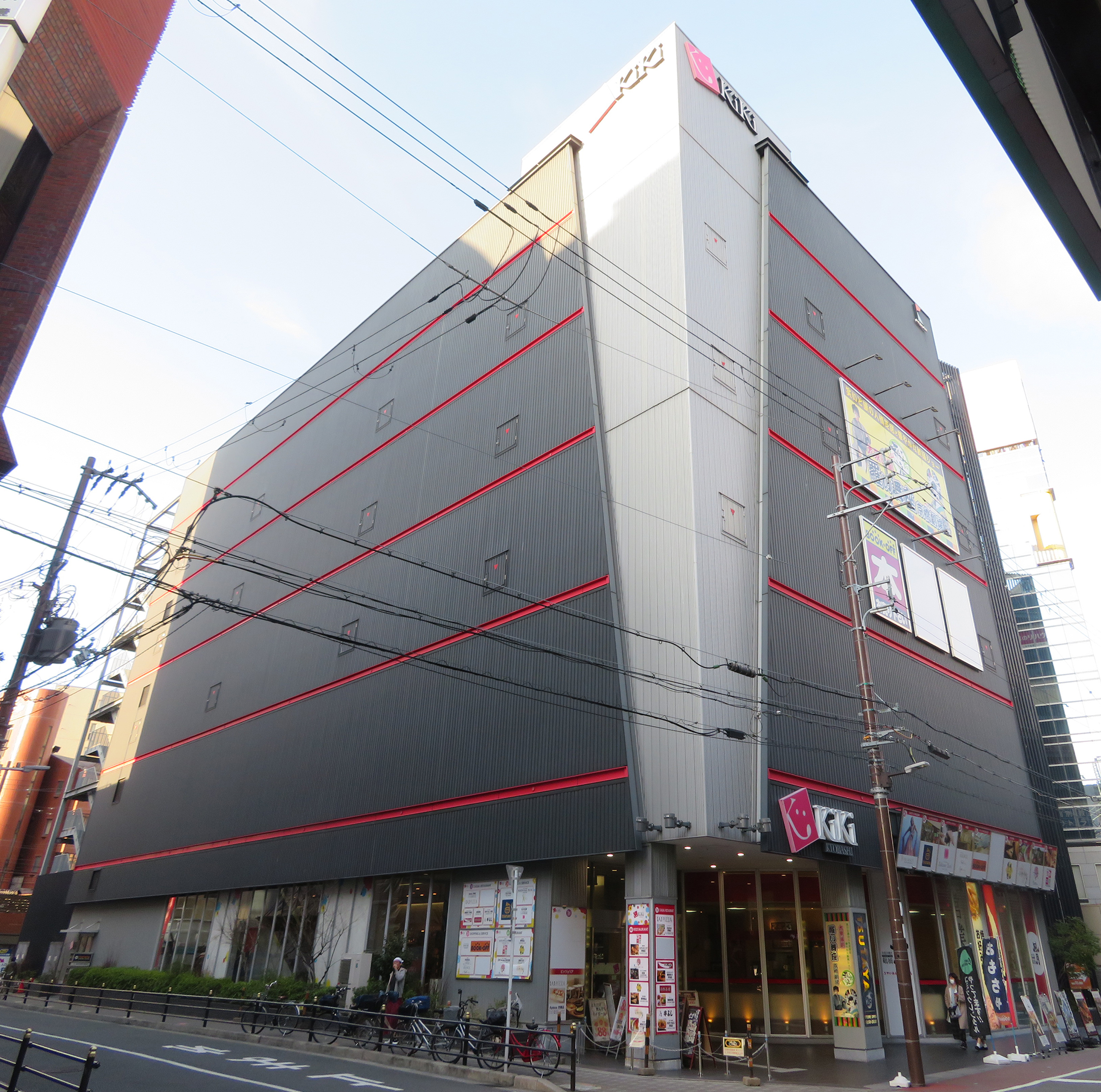
KiKi京橋
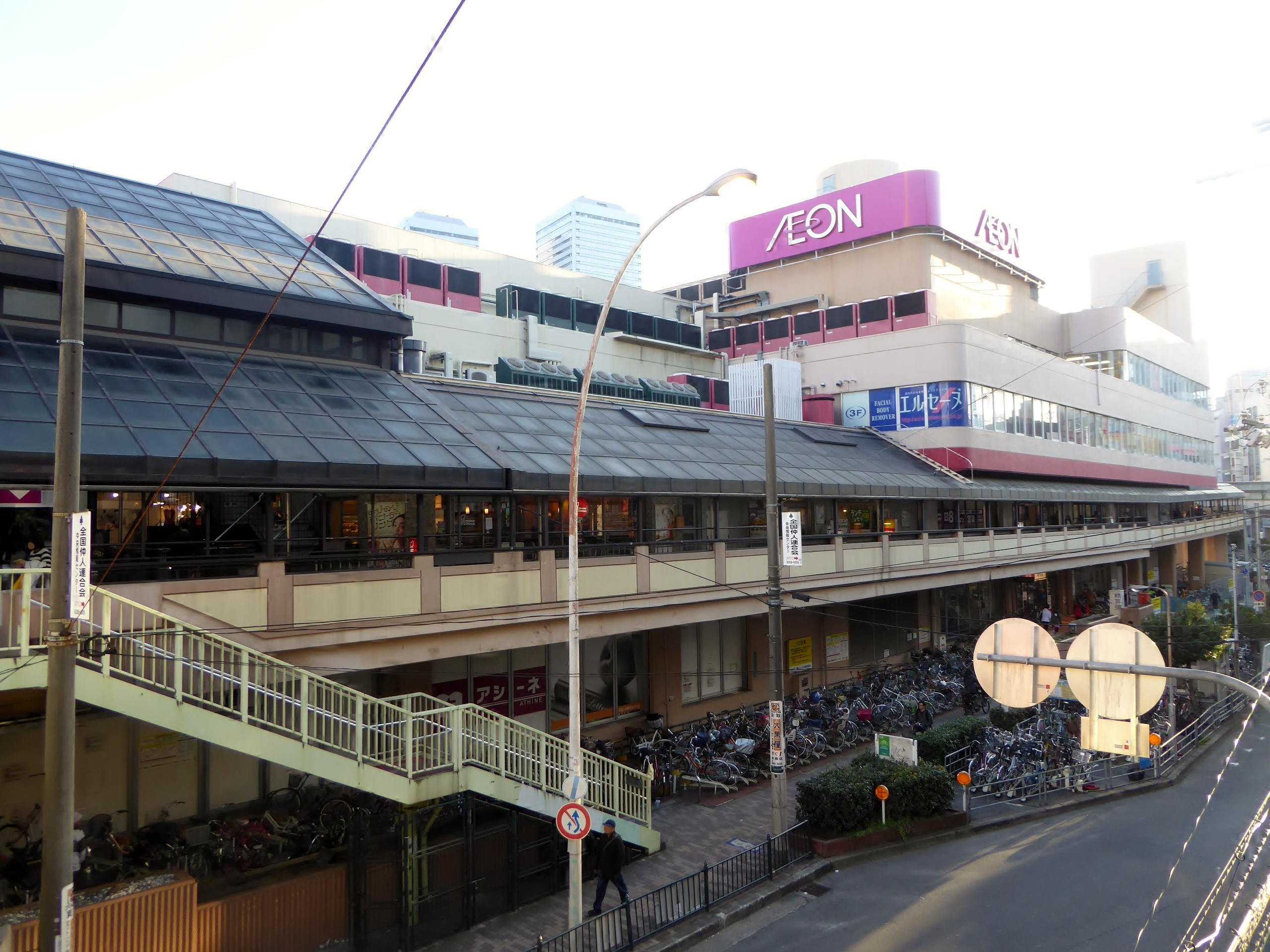
イオン京橋店
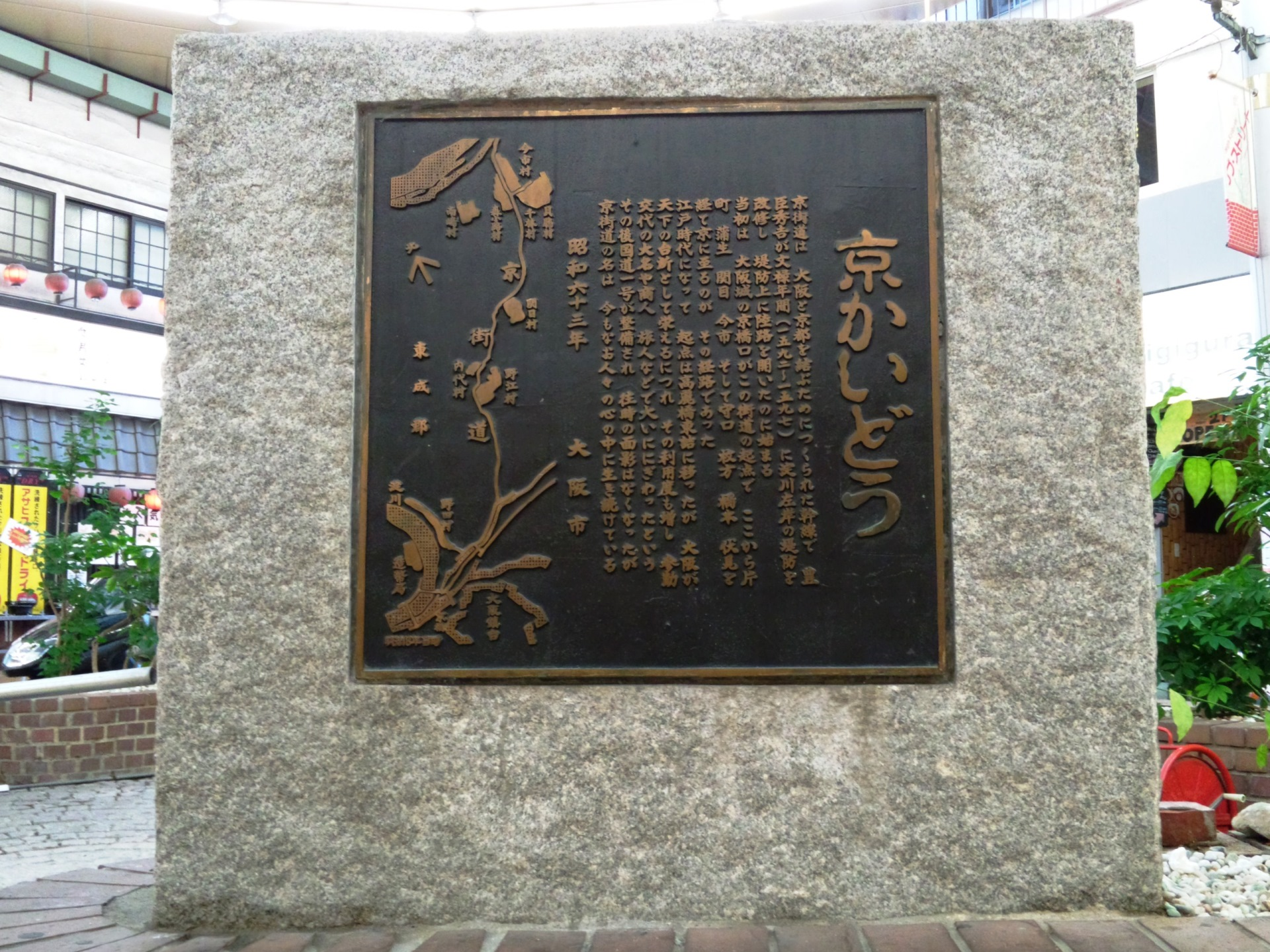
京街道の碑

## 周辺情報
- 大坂橋（寝屋川 1つ下流の橋。京橋とほぼ同じ位置）
- 片町橋（寝屋川 1つ上流の橋）
- 大阪城公園
- 旧 大阪砲兵工廠
- テレビ大阪 本社
- 大阪ビジネスパーク
  - TWIN21
  - 松下IMPビル
  - 住友生命保険 本店
  - 讀賣テレビ放送 本社